# مقدمات زبان سنسکریت (کتاب)
مقدمات زبان سنسکریت کتابی است که حسن رضایی باغ‌بیدی در سال ۱۳۹۱ نوشته است. موضوع این کتاب، آموزش زبان سنسکریت است.

## توضیح
هدف از نگارش این کتاب که جلد نخست آن در سال ۱۳۸۴ و جلد دوم آن با تغییرات و اضافات در سال ۱۳۹۱ منتشر گردید، آموزش مقدمات زبان سنسکریت کلاسیک به شیوه‌ای ساده، فشرده و نظام‌مند است. این کتاب دستور زبان سنسکریت کلاسیک نیست، بلکه مفاهیم بنیادین این زبان را گام به گام به خواننده می‌آموزد.
این کتاب به چهار بخش تقسیم شده است. دروس پایه، نکات دستوری، متنهای برگزیده و واژه‌نامه. زبان سنسکریت نزدیکترین زبان به زبانهای ایران باستان (اوستایی و فارسی باستان) است و فراگیری آن زمینۀ مستحکمی برای فراگیری زبانهای ایرانی باستان فراهم خواهد آورد.
در پیش‌گفتار کتاب حاضر آمده است:سَنسکریت نامی است که هندیان باستان برای زبان کهن خویش برگزیده بودند. زبان سنسکریت یکی از مهمترین اعضای شاخۀ زبانهای آریایی است. زبانهای آریایی شاخه‌ای بسیار مهم از خانوادۀ هندواروپایی را تشکیل می‌دهد.
آریاییان در اوایل هزارۀ دوم پیش از میلاد به دو گروه بزرگ «هند و آریایی» و «ایرانی» تقسیم شدند. دستۀ کوچکی از هندو ایرانیان به سوی آسیای صغیر و شمال بین‌النهرین روانه شدند و با هوریان در آمیختند.
با وجود این، پیکرۀ اصلی هندوآریاییان در فاصلۀ سالهای ۱۷۰۰ و ۱۲۰۰ پیش از میلاد با گذر از رشته کوههای هندوکش، در شمال افغانستان کنونی، نخست به شمال غرب هند گام نهاد و سپس به تدریج مناطق شرقی و جنوبی شبه‌قارّه را نیز به تصرف خود درآورد.
زبانهای هندو آریایی، مانند زبانهای ایرانی، از سه دورۀ باستان، میانه و نو گذر کرده‌اند. سنسکریت از زبانهای هند باستان است. امروزه زبان سانسکریت در مدارس دینی هندوان و تقریباً در همه دانشگاههای معتبر جهان در بخشهای هندشناسی هند و اروپا تدریس می‌شود.